# Ophelia Nick
Ophelia Nick (nascida a 24 de janeiro de 1973) é uma política alemã. Nick tornou-se membro do Bundestag a partir das eleições federais alemãs de 2021. Ela é afiliada ao partido Aliança 90/Os Verdes.